# Simulium meigeni
Simulium meigeni är en tvåvingeart som först beskrevs av Rubtsov och Carlsson 1965.  Simulium meigeni ingår i släktet Simulium och familjen knott. Inga underarter finns listade i Catalogue of Life.